# Myoplasme
Le myoplasme contient la partie contractile du muscle, prend la couleur éosinophile et est constitué des champs de Conheim.
Le myoplasme est plus précisément l'ensemble des myofibrilles. Une myofibrille est quant à elle l'ensemble des sarcomères qui sont composés de myofilaments épais au centre, et fins en périphéries. Ces derniers, sont liés par des stries Z. 
Il désigne plus généralement, dans les rhabdomyocytes (cellules musculaires squelettiques), la partie du cytoplasme occupée par les myofibrilles contractiles.  